# Sakudaira station
Sakudaira station (佐久平駅 Sakudaira Eki?) är en järnvägsstation i Saku i Nagano prefektur, Japan. Stationen invigdes den 1 oktober 1997. Den hade i medel 2 105 resenärer per dag 2021.

## Linjer
- JR Higashi Nihon
  - Nagano Shinkansen (Hokuriku Shinkansen)
  - Koumilinjen

### Spår
| 1 | ■Nagano Shinkansen | till Takasaki, Ōmiya och Tōkyō     |
| 2 | ■Nagano Shinkansen | till Ueda och Nagano               |
|   | ■Koumilinjen       | till Kobuchizawa, Koumi och Komoro |

## Bilder

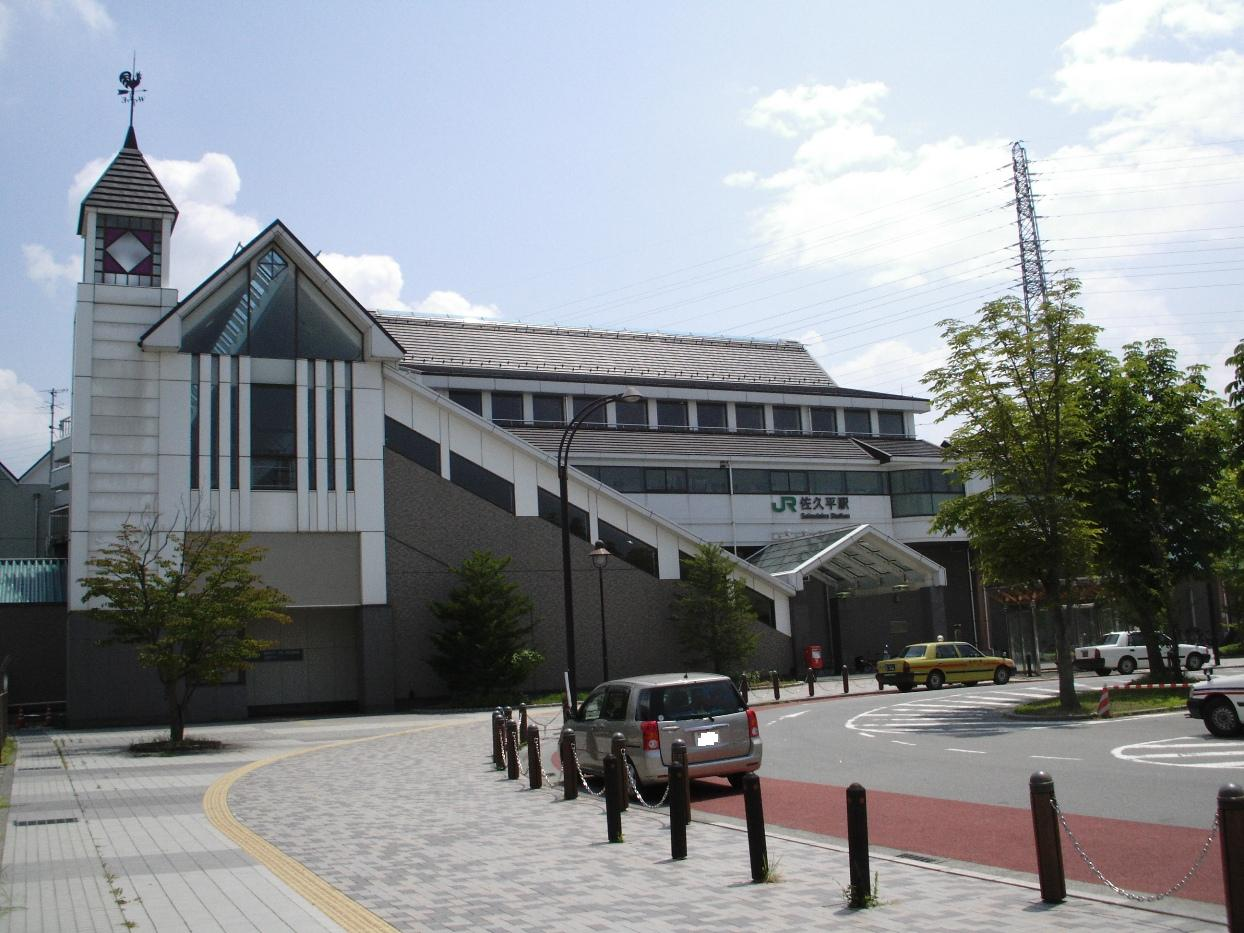
Asama
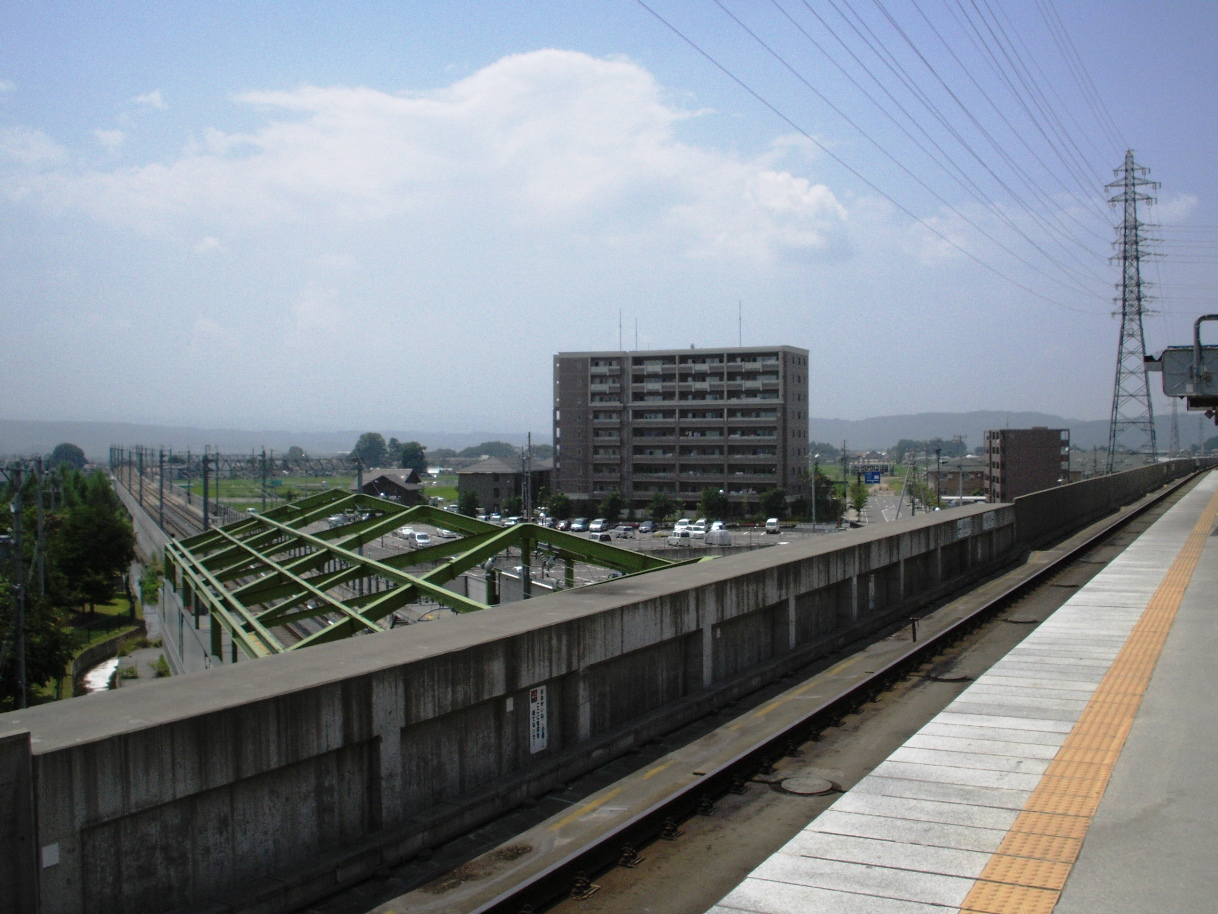
Koumilinjens spår